# Царська вода

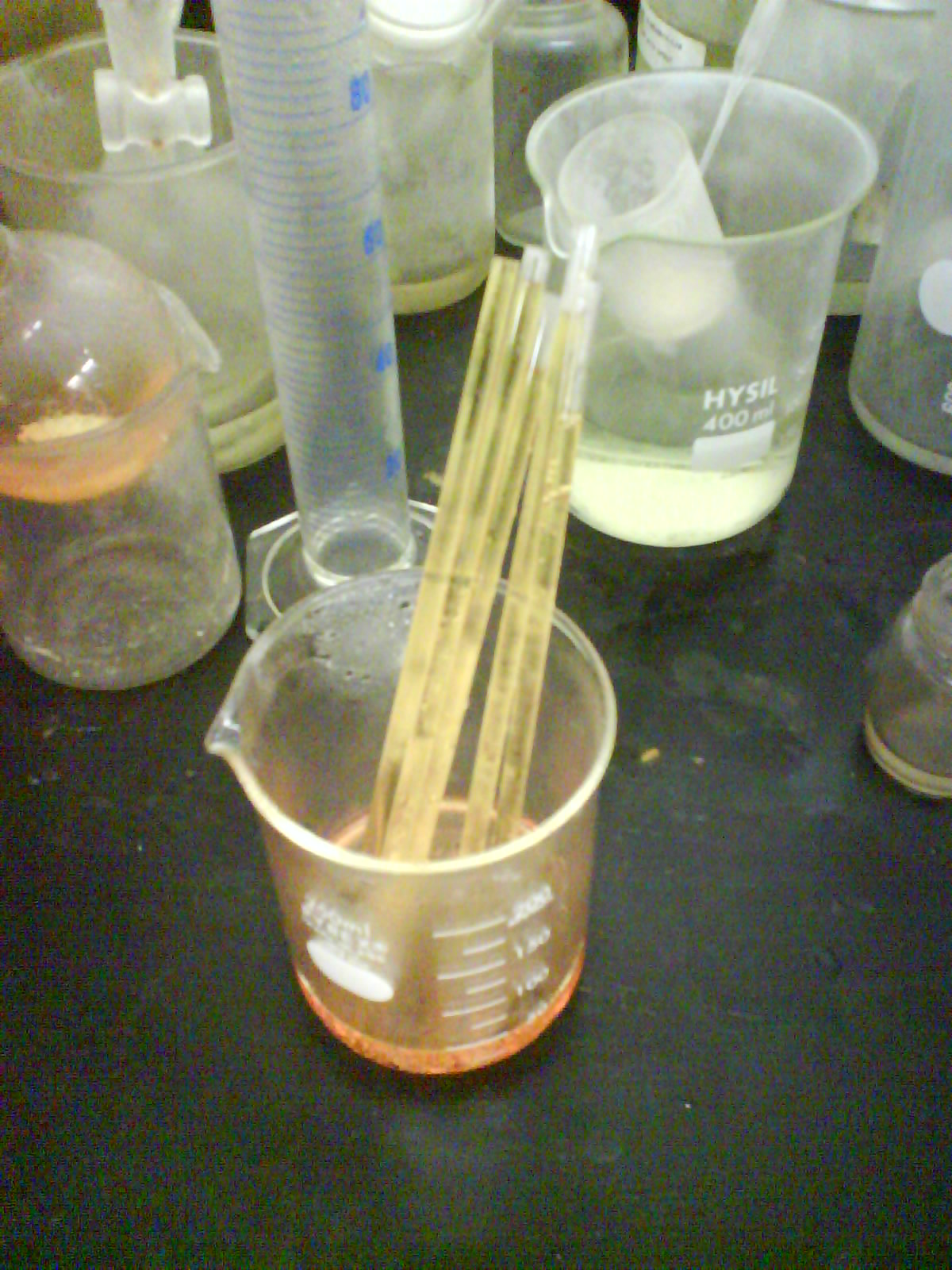
Тільки-но приготована царська вода безбарвна, однак набуває оранжевого кольору через декілька секунд.

Ца́рська вода́ (лат. aqua regia, іноді — «королівська вода», калька з рос. «царська горілка»)  — суміш концентрованих кислот — нітратної HNO3 (1 об'єм) і хлоридної HCl (3 об'єми).
Є рідиною жовтого кольору, яка пахне хлором і окисами азоту. Надзвичайно сильний окиснювач, завдяки виділенню атомарного хлору (Cl) та хлористого нітрозилу (NOCl) в результаті реакцій:
{\displaystyle 3\operatorname {HCl} +\operatorname {HNO} _{3}\rightarrow \operatorname {2[Cl]} \uparrow +\operatorname {NOCl} \uparrow +2\operatorname {H} _{2}\operatorname {O} }
{\displaystyle 2\operatorname {NOCl} \rightarrow 2\operatorname {NO} \uparrow +\operatorname {Cl} _{2}\uparrow }
Розчиняє більшість металів, зокрема золото, за що й отримала від алхіміків назву царська вода, оскільки золото вважалося «царем металів». Не розчиняє родій (Rh), тантал (Ta) та іридій (Ir).

## Реакція із золотом
Au + HNO3 + 4HCl → H[AuCl4] + NO + 2H2O

## Назва
У давнину за здатність розчиняти золото суміш отримала від алхіміків латинську назву aqua regia, тобто королівська (царська) вода, на ряду з іншими видами розчинів та сумішей, які називали словом aqua. Французький хімік Лавуазьє називав цим терміном саме суміш нітратної та хлоридної кислот.
Латинська назва була перекладена Ломоносовим на російську як «царская водка», ця назва закріпилася у російській мові, звідки нерідко як калька потрапляє до української у вигляді «царська горілка», що є помилковим і семантично хибним терміном.

## Застосування
Царська вода має сильну розчинну здатність щодо ряду металів, зокрема золота. Застосовується як реактив у хімічних лабораторіях, під час афінажу золота (Au) та платини (Pt), отриманні хлоридів металів тощо.

## Цікаві факти
- Коли під час Другої світової війни Німеччина вдерлася до Данії, угорський хімік Дьєрдь де Гевеші розчинив золоті медалі німецьких лауреатів Нобелівської премії Макса фон Лауе та Джеймса Франка в царській воді, щоб запобігти захопленню їх нацистами. Він розташував розчини на поличці в Інституті Нільса Бора як звичайні хімікати. Після війни де Гевеші повернувся, знайшов розчини там, де він їх залишив, і виділив золото з кислоти. Золото було повернуто до Шведської королівської академії наук і Нобелівського фонду, які переплавили медалі та знову вручили їх Лауе і Франку[3].
- У середньовіччі за Георгієм Аґріколою розрізняли так звану «міцну воду», тобто, азотну кислоту (нім. Scheidewasser — відокремлювальна (промивна) вода)[4].